# 斌郎街道
斌郎街道，原为斌郎乡，是中华人民共和国四川省达州市达川区下辖的一个乡镇级行政单位。2019年12月，撤乡设街道。

## 行政区划
斌郎街道下辖以下地区：
街道社区、二郎村社区村、郑家村、赵家村、石沟村、木瓜村社区村、中峰村、桥坝村、石观村、许家村、何家村和烟山村。